# 367943 Duende
367943 Duende, anche noto con la sua designazione provvisoria 2012 DA14, è un asteroide near-Earth scoperto dall'Osservatorio astronomico di Maiorca in Spagna il 23 febbraio 2012. Ha una magnitudine assoluta di 24,0 e, secondo le stime, ha un diametro di poco inferiore ai 50 metri, una massa stimata di circa 130.000 tonnellate.
Il 15 febbraio 2013, Duende è passato a circa 27.700 km, ovvero 4,3 raggi terrestri, dalla superficie del nostro pianeta, distanza che rappresenta un record per oggetti di questa taglia.
Dal 17 novembre 2013 al 16 gennaio 2014, quando 382238 Euphemus ricevette la denominazione ufficiale, è stato l'asteroide denominato con il più alto numero ordinale. Prima della sua denominazione, il primato era di 362911 Miguelhurtado.
L'asteroide è dedicato all'omonima figura del folklore iberico corrispondente al goblin nord-europeo.

## Rischi d'impatto
- La probabilità cumulativa d'impatto con la Terra nel periodo tra il 2026 e il 2069 è dello 0,00033%.[2]
- Ha un valore di −3,19 sulla Scala Palermo per il periodo tra il 2026 e il 2069.[4]
- È classificato con un valore 0 (nessun rischio) sulla Scala Torino.[2]
- Si stima che, se dovesse colpire la Terra, l'impatto produrrebbe un'energia equivalente a 2,4 megatoni.[2] Per confronto, la bomba atomica di Hiroshima ha liberato un'energia di 16 chilotoni (cioè 150 volte inferiore), mentre si stima che l'evento di Tunguska abbia liberato un'energia superiore, tra i 3 e i 5 megatoni.[5]